# 瘦身鈎齒脂鯉
瘦身鈎齒脂鯉，為輻鰭魚綱脂鯉目脂鯉亞目脂鯉科的其中一個種，分布於南美洲Machado河流域，體長可達4.9公分，棲息在底中層水域，生活習性不明。

## 扩展阅读
維基物種上的相關：瘦身鈎齒脂鯉